# The Social Pirate
The Social Pirate er en amerikansk stumfilm fra 1919 af Dell Henderson.

## Medvirkende
- June Elvidge som Dolores Fernandez
- Laura Burt som McBride
- Lillian Lawrence
- Winifred Leighton som Madge Ridgeway
- Alan Edwards som Bruce Ridgeway